# 石门镇 (陇南市)
石门镇，是中华人民共和国甘肃省陇南市武都区下辖的一个乡镇级行政单位。
2016年，甘肃省民政厅批复同意撤销石门乡，设立石门镇。

## 行政区划
石门镇下辖以下地区：
草坝子村、下白杨坝村、上白杨坝村、石门街村、水地坝村、苏家堡村、上沟村、小山坪村、旱地村、枣川村、庙上村、王家山村、下坪村、木竹沟村、玄麻村和乌苍湾村。